# 江顺大桥
江顺大桥，是位于中国广东省的一座公路斜拉桥，跨越西江，连接江门市蓬江区棠下镇和佛山市顺德区杏坛镇，是广佛江快速通道的关键控制性工程。大桥于2011年11月21日动工，2015年6月27日建成通车。工程采用BT模式融资建设，由中国中铁股份有限公司和广东省公路勘察规划设计院股份有限公司联合体中标设计与承建。

## 设计
大桥线路佛山岸通过互通立交与顺番公路、高富路快速对接，并顺接顺德区主干线杏龙路；江门岸通过互通立交连接滨江大道，并顺接后续建设的广佛江快速通道工程，全长3.58公里，其中桥长2,290米，桥宽36.9米；主桥为双塔双索面混合钢箱梁斜拉桥，跨径布置为（60＋70＋106）米＋700米＋（106＋70＋60）米，主跨700米，是广东省主跨最长的斜拉桥；钢箱梁全长1,052米，钢梁总重2.08万吨；桥塔采用Ｈ形设计，塔高186米，其中上塔柱、中塔柱、下塔柱分别高60.1米、105.77米、20.13米；两个主塔的桩基共有钻孔桩56根，桩直径3米，最大桩长102.5米。
项目按双向六车道一级公路标准设计，行车速度80千米/小时，概算总投资约21.2亿元。大桥所在水域按内河一级航道设计，正常情况下桥面到水面高度约30米，可通行3000吨级的海轮，桥下净空高度要求不小于22米。

## 建设历程
- 2011年11月21日，大桥正式动工。[1]
- 2013年9月29日，大桥主塔全部封顶。[3]
- 2014年6月6日，大桥完成合龙。[5]
- 2015年6月27日，大桥建成通车。[2]